# 日本草蜥
日本草蜥（學名：Takydromus tachydromoides），是一種屬於草蜥科的爬蟲類。是日本的固有種之一。

## 形態
日本草蜥的背面為灰黑色至褐色，腹面則為黃白色至黃褐色。通常在身體側面共有三道色帶：一道自鼻孔正上方，經眼、耳延伸至尾巴前端的黑褐色色帶，及一道由眼的下緣發出，經過耳的下方而延伸至身體後半段的黑褐色色帶。在這兩條色帶之間，是一道黃褐色的色帶。但有時這些色帶只延伸到前肢附近就不再繼續往後延長了。

## 生態

### 分布
日本草蜥是日本的固有種，在日本的北海道、本州、四國、九州、種子島，以及吐噶喇群島中的中之島、諏訪之瀨島都有分布。主要分布在海岸、平地及1000m以下的山區。

### 天敵
一些小型的哺乳類、鳥類及蛇都會捕食日本草蜥。幼體也會被螳螂等肉食性昆蟲捕食（有時成體也會被捕食）。